# Canon de 122 mm M1931/37 (A-19)
Le canon M1931/37 (A-19) est un canon de campagne développé en URSS, et utilisé pendant la Seconde Guerre mondiale. 
Sa production a duré de 1939 à 1946.